# Баамонтес, Федерико
Федерико Мартин Баамонтес (исп. Federico Martín Bahamontes; 9 июля 1928, Санто-Доминго-Каудилья — 8 августа 2023, Вальядолид) — бывший испанский шоссейный велогонщик-профессионал.

## Биография
Баамонтес родился в Санто-Доминго-Каудилья (Толедо).
Известен как горный специалист по прозвищу Орёл из Толедо, выиграл Тур де Франс в 1959 и становился шестикратным «горным королём» (1954, 1958, 1959, 1962, 1963, 1964). Он также взял два подиума Тура, заняв второе место в 1963 и третье в 1964. За свою карьеру Баамонтес выиграл семь этапов «Большой Петли».
Он занял второе место на Вуэльте 1957, и стал триумфатором в зачёте лучшего горного гонщика в 1958, когда он финишировал на 6 месте в генеральной классификации. Помимо этого, он становился «горным королём» Джиро д’Италия на Джиро 1956.
Изначально Баамонтес не считался фаворитом Тур де Франс 1959, но стал таковым после раннего отрыва на пиренейском этапе, и последующей победы на горной разделке до Пюй-де-Дом. В Альпах он объединил усилия с горняком Шарли Голем, чтобы увеличить разрыв в Гренобле, и кроме того французские гонщики Анри Англад и Жак Анкетиль сократили своё отставание, не отыграв достаточно времени, чтобы угрожать лидерству Баамонтеса в общем зачете. Он привез 4 минуты Англаду, а также забрал гороховую майку.
В 1963 и 1964 Анкетиль взял реванш, оставив Баамонтеса вторым на Туре 1963. Баамонтес и Анкетиль были в хорошей форме в Альпах и на одном из этапов заняли первое и второе места; разрыв между ними составил всего 3 секунды. Тем не менее, попытки испанца отыграть лидерство в горах не принесли желаемого результата. Ему не удалось оторваться от Анкетиля на этапе до Шамони, и победа Анкетиля в разделке открыла ему путь к своей четвёртой жёлтой майке, отставание Баамонтеса составило 3:35. Годом позже Анкетиль стал чемпионом Тур де Франс ещё раз. Баамонтес проиграл 4:44, заняв третье место; Раймон Пулидор стал вторым. По крайней мере, Баамонтес был удовлетворен своей шестой победой в горном зачете и ещё двумя победами на этапах «Большой Петли» (доведя их общее число до семи).
О нём упоминается во французском фильме Le Fabuleux Déstin d’Amélie Poulain, известном на русском как Амели. Амели находит коробку с игрушками, оставленную владельцем её квартиры. Она возвращает их владельцу — теперь уже человеку среднего возраста — и он вспоминает о своем детстве, часть которого относится к наблюдению за продвижением Баамонтеса к его победе на Тур де Франс 1959.
Умер 8 августа 2023 года в возрасте 95 лет. Его родной город Толедо объявил двухдневный траур после его кончины.

## Достижения
1950
 Национальный чемпион по молодёжи
1952
Vuelta a Albacete
1953
Circuito Sardinero
1954
Nice-Mont Agel
Вуэльта Испании:
2 место в общем зачете
Тур де Франс:
 Победитель в горной классификации
1955
Clasica a los Puertos de Guadarrama
Monaco — Golf du Mont Agel
Mont Faron
Вуэльта Астурии
1956
Тур де Франс:
4 место в общем зачете
Джиро д’Италия:
 Победитель в горной классификации
Вуэльта Испании:
4 место в общем зачете
1957
Mont Faron
Вуэльта Испании:
Победитель 3 этапа
 Победитель в горной классификации
2 в общем зачете
Vuelta Ciclista Asturias
1958
 Национальный чемпион в разделке
Джиро д’Италия:
Победитель 4 этапа
 Национальный чемпион
Saint-Junien
Subida a Arrate
Тур де Франс:
Победитель 14 и 20 этапов
 Победитель в горной классификации
8 место в общем зачете
Вуэльта Испании:
 Победитель в горной классификации
6 место в общем зачете
1959
Subida a Arrate
Тур де Франс:
 Победитель в общем зачете
 Победитель в горной классификации
Победитель 15 этапа
Вуэльта Испании:
Победитель 4 этапа
1960
Subida a Arrate
Вуэльта Испании:
Победитель 13 этапа
1961
Cenon
Monaco — Golf du Mont Agel
Nice — Mont Agel
Riberac
Subida a Arrate
1962
GP de la Magdaleine
Juliénas
Mont-Faron
Subida a Arrate
Тур де Франс:
Победитель 13 этапа
 Победитель в горной классификации
Ussel
1963
La Touloubre
Miramas (FRA)
Mont-Faron (b) (FRA)
Тур де Франс:
2 место в общем зачете
Победитель 15 этапа
 Победитель в горной классификации
1964
Escalada a Montjuich
Шесть дней Мадрида (с Риком Ван Стеенбергеном)
Mont-Faron
Subida al Naranco
Тур де Франс:
3 место в общем зачете
Победитель 8 и 16 этапов
 Победитель в горной классификации
Ussel
1965
Восхождение на Монжуик
Tour du Sud-Est
Вуэльта Испании:
10 место в общем зачете

## Команды
- Mondia (1954)
- Terrot (1955)
- ICEP-Girardengo (1956)
- Mobylette (1957)
- Faema (1958)
- Cóndor (1959)
- Faema (1960)
- VOV (1961)
- Margnat-Paloma (1962)
- Margnat (1963—1965)